# باشگاه فوتبال میراسول
باشگاه فوتبال میراسول که معمولاً با عنوان میراسول شناخته می شود، یک باشگاه حرفه‌ای برزیلی است که در میراسول، سائوپائولو برزیل در ۹ نوامبر ۱۹۲۵ تأسیس شد. این باشگاه در سری آ برزیل و قهرمانی پائولیستا رقابت می‌کند.

## تاریخچه
در ۹ نوامبر ۱۹۲۵، باشگاه  با نام ( Mirassol Esporte Clube) تأسیس شد.
در سال ۱۹۶۰، باشگاه دیگری در همان شهر به نام Grêmio Recreação Esporte Cultura Mirassol تأسیس شد. هر دو باشگاه تا سال ۱۹۶۳ که در سطح سوم مسابقات ایالتی سائوپائولو بازی می‌کردند رقیب یکدیگر بودند.
در سال ۱۹۶۴، Mirassol Esporte Clube و Grêmio Recreação Esporte Cultura Mirassol (معمولاً با نام مستعار GREC) با هم ترکیب شدند و باشگاه جدید، اتلتیکو میراسول نام گرفت.
در سال ۱۹۸۲،  نام اتلتیکو میراسول منحل شد و سپس این باشگاه به نام کنونی‌اش تغییر نام داد.
در سال ۱۹۹۷، میراسول اولین عنوان خود (قهرمانی مسابقات سطح سوم ایالت سائوپائولو) را کسب کرد.
در سال ۲۰۰۷، باشگاه در مرحله نیمه‌نهایی سطح دوم لیگ ایالت سائوپائولو در گروه خود در رده دوم قرار گرفت، بنابراین برای اولین بار در تاریخ باشگاه به سطح برتر قهرمانی ایالت سائوپائولو ارتقا یافت.

## استادیوم
مسابقات خانگی باشگاه معمولاً در استادیوم مونیسیپال خوزه ماریا د کامپوس مایا برگزار می‌شود که حداکثر ظرفیت آن ۱۴۵۳۴ نفر است.